# Тіволі Уорлд
Тіволі Уорлд (ісп. Tívoli World) — парк розваг в іспанській Бенальмадені, на курортному узбережжі Коста-дель-Соль в провінції Малага.
Парк має у своєму розпорядженні різноманітні атракціони, працюють ресторани та магазини, що представляють різні регіони світи. Дає вистави театр просто неба із залом, розрахованим на 2 200 місць, на сцені якого в різний час виступали Хуліо Іглесіас, Монсеррат Кабальє, Лола Флорес, Джеймс Браун, Boney M., Рафаель і Алехандро Санс.
Урочисте відкриття відбулось 20 травня 1972. За чотири десятиліття існування парку розваг його відвідало понад 30 млн людей.